# Patornay
Patornay ist eine französische Gemeinde im Département Jura in der Region Bourgogne-Franche-Comté.

## Geographie
Patornay liegt auf 442 m, etwa 15 Kilometer südöstlich der Stadt Lons-le-Saunier (Luftlinie). Das Dorf erstreckt sich im Jura, in der Senke der Combe d’Ain, östlich des Flusslaufs des Ain gegenüber von Pont-de-Poitte, am nördlichen Ende des Stausees Lac de Vouglans.
Die Fläche des 1,80 km² großen Gemeindegebiets umfasst einen Abschnitt des französischen Juras. Die westliche Grenze verläuft entlang dem Ain, der hier aus einer breiten flachen Talaue in ein rund 60 m in die umgebenden Plateaus eingesenktes Tal hineinfließt und durch die Talsperre von Vouglans zu einem langgezogenen See aufgestaut wird. Am nördlichsten Ende bei Patornay ist dieser See kaum breiter als das ehemalige Flussbett. Im Norden markiert der Drouvenant, der wenig oberhalb von Patornay in den Ain mündet, die Abgrenzung. Von diesen beiden Flussläufen erstreckt sich das Gemeindeareal ostwärts über einen rund 30 m hohen Hang auf das angrenzende Plateau, auf dem mit 479 m die höchste Erhebung von Patornay erreicht wird.
Nachbargemeinden von Patornay sind Charézier und Vertamboz im Norden, Boissia im Osten und Süden sowie Pont-de-Poitte und Mesnois im Westen.

## Geschichte
Erstmals urkundlich erwähnt wird Patornay im 13. Jahrhundert. Seit dem Mittelalter gehörte das Dorf zur Baronie von Clairvaux. Zusammen mit der Franche-Comté gelangte es mit dem Frieden von Nimwegen 1678 an Frankreich.

## Bevölkerung
| Jahr                       | 1962 | 1968 | 1975 | 1982 | 1990 | 1999 | 2006 | 2019 |
| -------------------------- | ---- | ---- | ---- | ---- | ---- | ---- | ---- | ---- |
| Einwohner                  | 201  | 192  | 172  | 173  | 162  | 170  | 140  | 149  |
| Quellen: Cassini und INSEE |      |      |      |      |      |      |      |      |

Mit 154 Einwohnern (Stand 1. Januar 2022) gehört Patornay zu den kleinsten Gemeinden des Départements Jura. Nachdem die Einwohnerzahl in der ersten Hälfte des 20. Jahrhunderts stets im Bereich von rund 200 Personen gelegen hatte, nahm sie in der zweiten Hälfte insgesamt leicht ab.

## Wirtschaft und Infrastruktur
Patornay war bis weit ins 20. Jahrhundert hinein ein vorwiegend durch die Landwirtschaft geprägtes Dorf. Daneben gibt es heute einige Betriebe des lokalen Kleingewerbes. Mittlerweile hat sich das Dorf auch zu einer Wohngemeinde gewandelt. Viele Erwerbstätige sind Wegpendler, die in den größeren Ortschaften der Umgebung ihrer Arbeit nachgehen. Patornay ist Standort eines Campingplatzes im Bereich der Mündung des Drouvenant in den Ain.
Die Ortschaft ist verkehrstechnisch gut erschlossen. Sie liegt an der Hauptstraße N78, die von Lons-le-Saunier nach Saint-Laurent-en-Grandvaux führt. Weitere Straßenverbindungen bestehen mit Clairvaux-les-Lacs und Soucia.